# 相良長定
相良 長定（さがら ながさだ、生年不詳 - 享禄4年11月11日（1531年12月19日））は、相良氏の第15代当主。第11代当主相良長続の長子頼金の子。第14代当主長祗は従甥にあたる。官途および通称は民部大輔。

## 略歴
父頼金（相模守）は、相良長続の長男でありながら不具で病弱であったために家督を継げなかった。頼金は他の城主になることもかなわず、中尾山（現人吉市浪床町辺り）の館に住んで、一子長定を残した。
長定は、自らが正統なる嫡流であるという思いを抱き続けて成長。隠居後も実権を振るっていた長毎が亡くなって、若年で家督を継いだ長祗が自ら家政を掌るようになると、長定の姻戚で、奉行である犬童長広と共謀して謀反を計画するようになった。
大永4年（1524年）8月24日の夜半、60余人の手勢で人吉城を急襲。相良氏の当主長祗を放逐して、家督を強引に奪い取った。（下克上）　さらに翌年、薩摩国出水に落ち延びた長祗を誘殺せんと謀り、 長定は恭順を装った書状で、長祗を水俣城に誘い出し、津奈木地頭犬童匡政（いんどう ただまさ）に討たせようとした。長祗はこれを忠臣園田又四郎の助けで一旦は逃れるが、追い詰められて、1月8日、自害した。匡政は長祗の首を送り、長定は検分した後に、梅花筒口（現人吉市五日町辺り）の法寿寺に葬らせた。
こうして長祗を亡き者にしたが、この暴挙を相良家一門は到底納得していなかった。長祗の庶兄にあたる長唯（義滋）と瑞堅（長隆）が激怒して長定の非道を責め立てたので、群臣も長定から離れて、人吉城へ出仕しなくなった。家中で協議したところ、長唯を推戴すべきという意見が多く、長唯の家督相続への祝儀を出すものもあり、家中は両派に分裂した状態となった。
大永6年（1526年）5月11日、瑞堅が僧兵など200名余を率いて人吉城を夜襲し、長定と長広は周章狼狽して家族を連れて八代に落ち延びた。しかし八代の家臣は長定には従わず、孤立無援の流浪の状態となったので、さらに翌年3月27日には葦北郡に逃れ、8月3日、津奈木城に漸く落ち着いた。
しかし長唯が人吉城に入って相良氏当主となると、すぐに長定に追手がかけられ、八代・葦北の兵を津奈木に差し向けたので、長定は長子の都々松丸を連れて船で筑後国に亡命した。
長唯は、度々使いを送って許しを与えると甘言して、長定に帰参を勧めた。6年後の享禄4年（1531年）、長定はついにこれに従って球磨に帰ったが、長祗の首を葬った法寿寺に滞在中の11月11日、長唯は西法路に命じてその門外で長定を討たせた。
長定の遺骸は、人吉城下鬼木戒蔵院屋敷の裏に埋葬された。法名は西池蓮秀。
筑後に残った長子の都々松丸は刺客により殺害された。夫人及び第二子の都々満丸は、長定を訪ねて法寿寺を訪れたところを、戒蔵院にいると教えられ、途中の鐘音寺（今の大信寺）で待ち伏せに遭って母子共に殺害された。

## 評価
江戸時代後期に編纂された人吉藩の史書『求麻外史』によれば、長定は後世の人々から「大悪を負う」と評され、正統な当主に列するべきではないという主張もあったという。『求麻外史』は長定を15代当主として記しているが、編纂者田代政鬴はその理由を以下のように述べている。